# Cabanes (Castellón)
Cabanes (auch: Cabanes de l’Arc) ist eine Gemeinde (municipio) mit 3.313 Einwohnern (Stand: 2024) in der Provinz Castellón der Autonomen Gemeinschaft Valencia in Spanien. Neben dem Hauptort gehören auch die Ortschaften El Borseral, El Empalme, La Font Tallà, Más de Enqueixa, El Polido, Les Santes, Torre la Sal, El Ventorrillo und Venta de San Antonio-Estación zur Gemeinde.

## Geografie
Cabanes liegt etwa 15 Kilometer nordnordöstlich von der Provinzhauptstadt Castellón de la Plana in einer Höhe von ca. 290 m in der Comarca Plana Alta. Parallel zum Küstenverlauf führt die Autopista AP-7 in Nord-Süd-Richtung durch die Gemeinde. An der Küste befindet sich der Naturpark Parc Natural del Prat de Cabanes-Torreblanca.

## Geschichte
Durch das Gebiet der heutigen Gemeinde führte die Via Augusta. An ihrem Rand wurde im zweiten nachchristlichen Jahrhundert ein Triumphbogen errichtet.
In der Gemeinde befindet sich die frühere Siedlung Albalat dels Ànecs mit der noch vorhandenen Burgruine.

## Bevölkerungsentwicklung
| Jahr      | 1970 | 1981 | 1991 | 2001 | 2011 | 2021 |
| Einwohner | 3050 | 2762 | 2456 | 2391 | 3019 | 3027 |

## Sehenswürdigkeiten
- römischer Triumphbogen an der Via Augusta
- Burgruine von Miravet
- Ruine der Burg von Súfera
- Reste von Albalat dels Ànecs
- Reste der Ortsbefestigung von Cabanes
- Wehrturm von Carmelet aus dem 15./16. Jahrhundert
- Turm La Sal aus dem 14./15. Jahrhundert
- Johannes-der-Täufer-Kirche in Cabanes, 1722 bis 1792 erbaut
- Kirche Mariä Himmelfahrt in La Ribera
- Kapelle von Albalat
- Rathaus aus dem 15. Jahrhundert

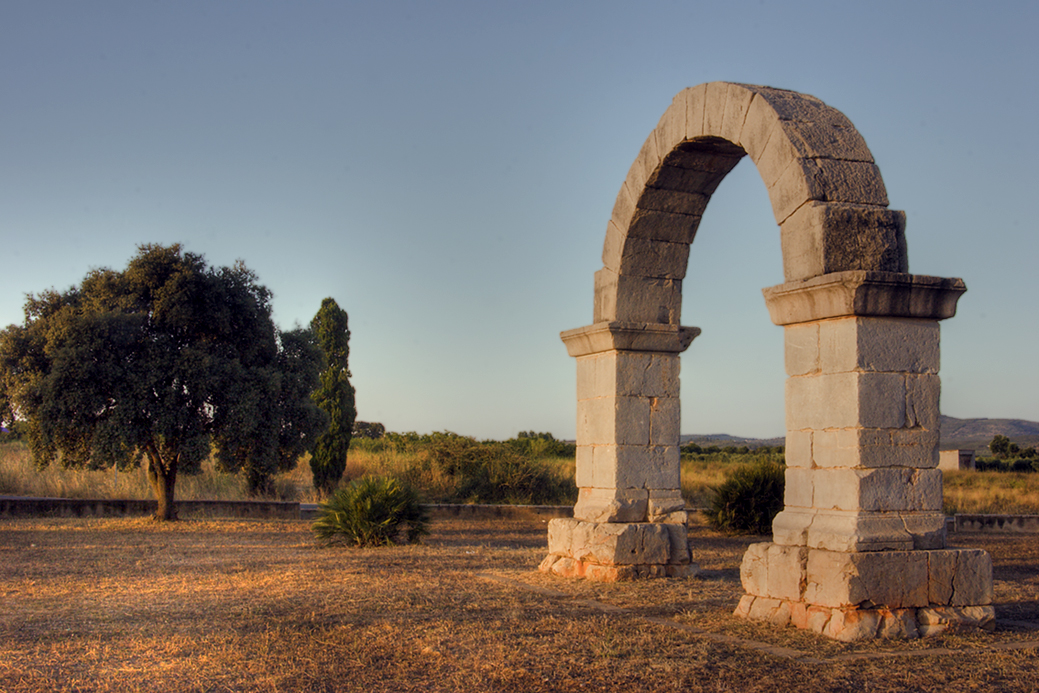
Römischer Triumphbogen
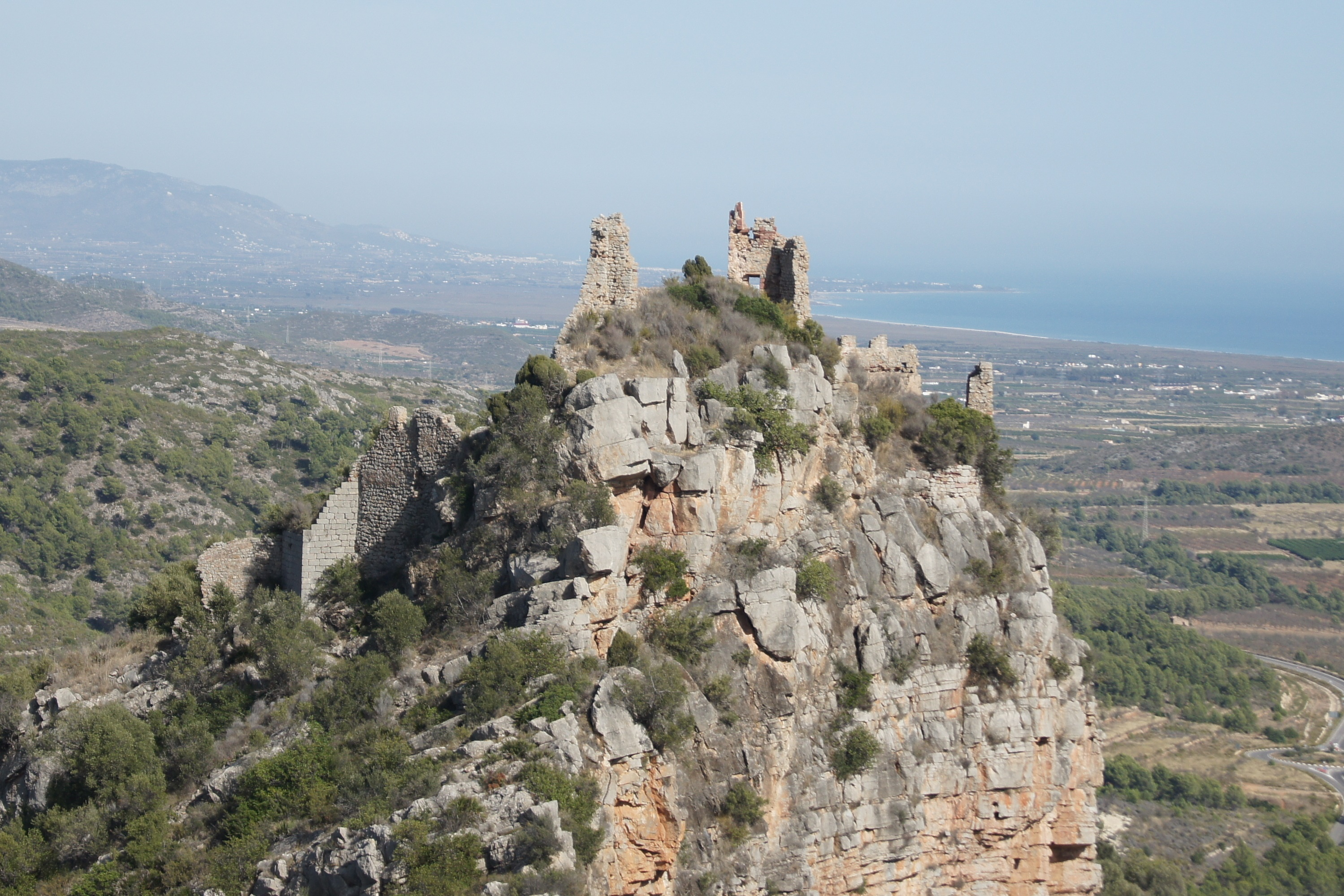
Burgruine von Miravet
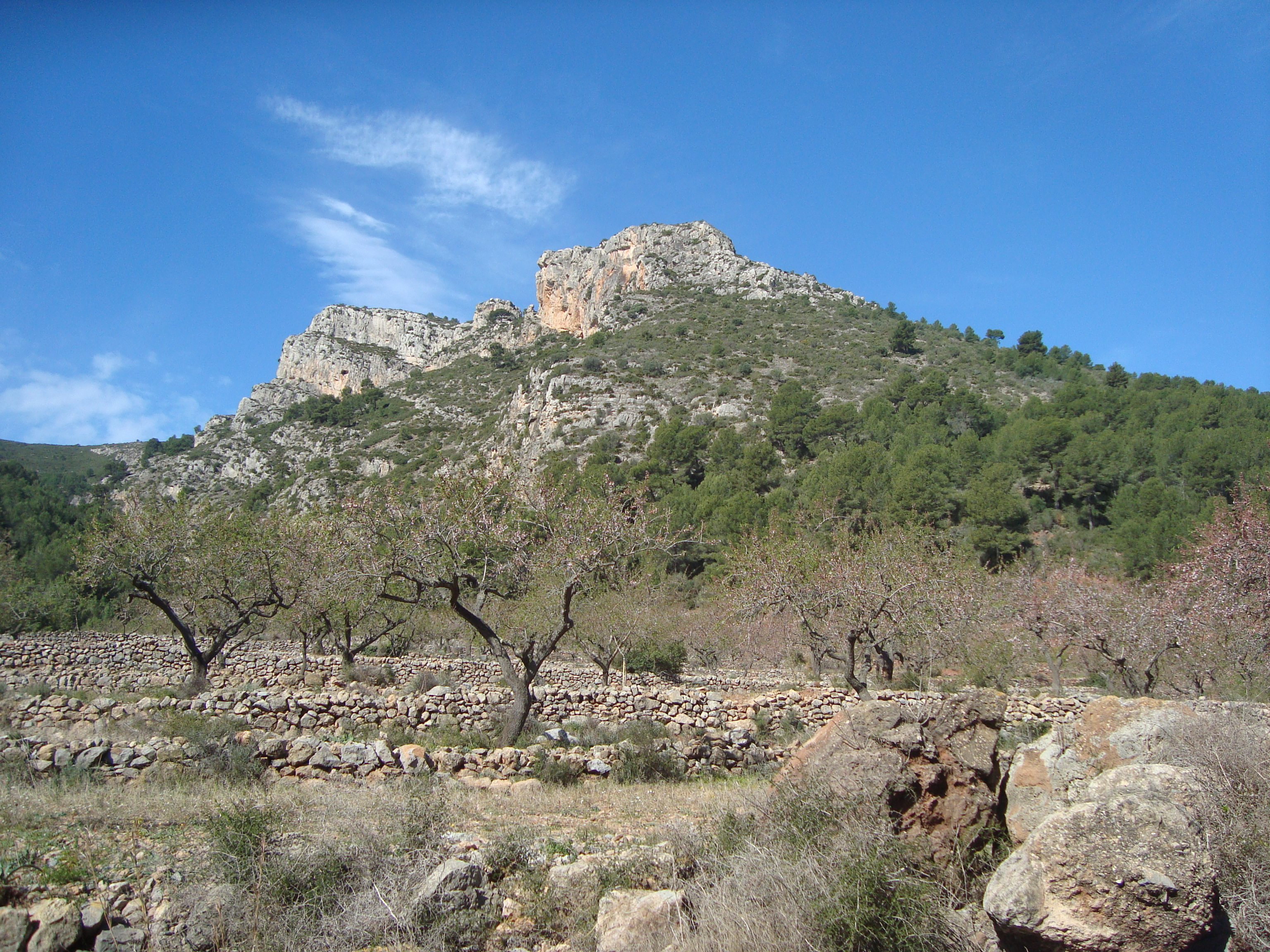
Ruine der Burg von Súfera
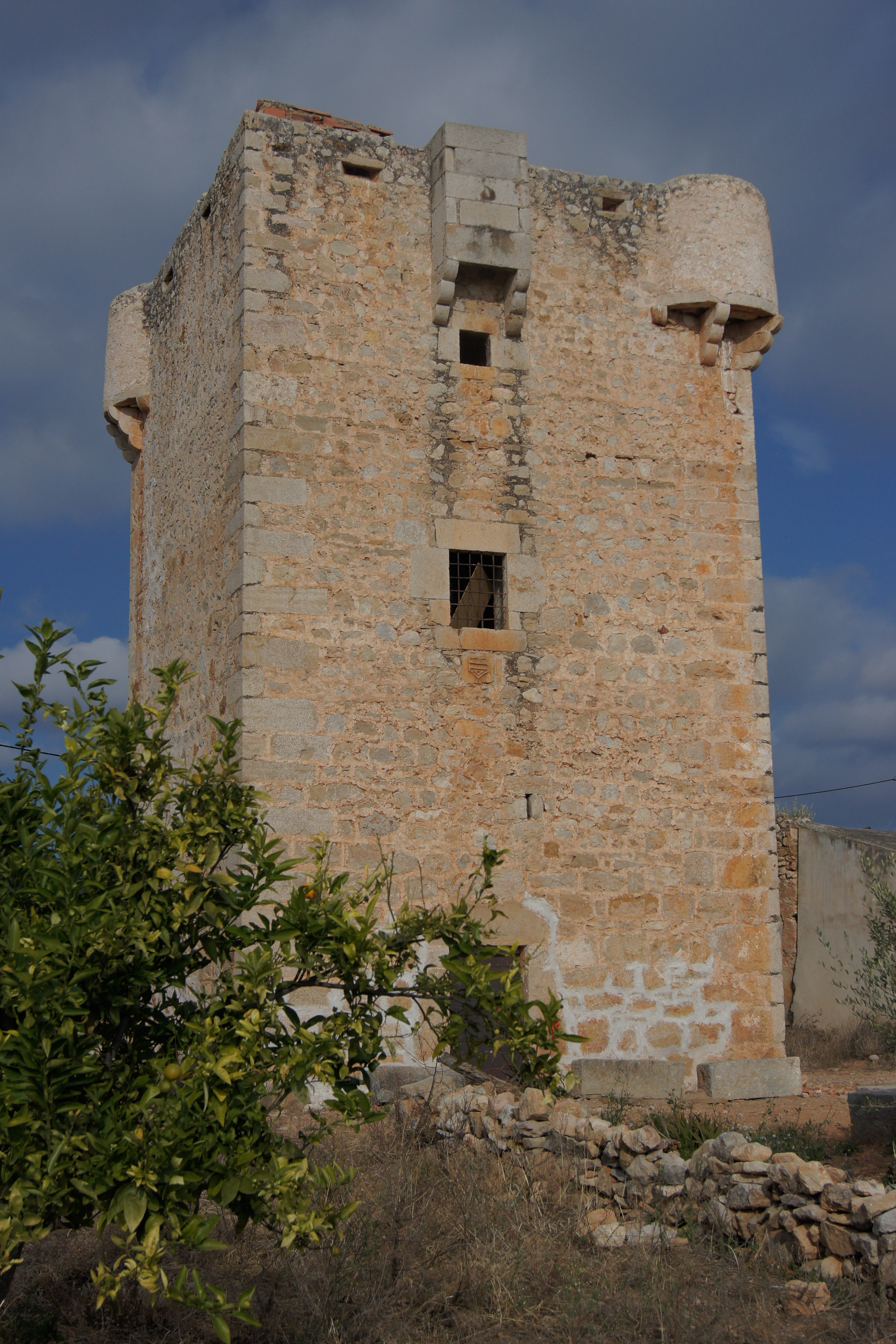
Wehrturm von Carmelet
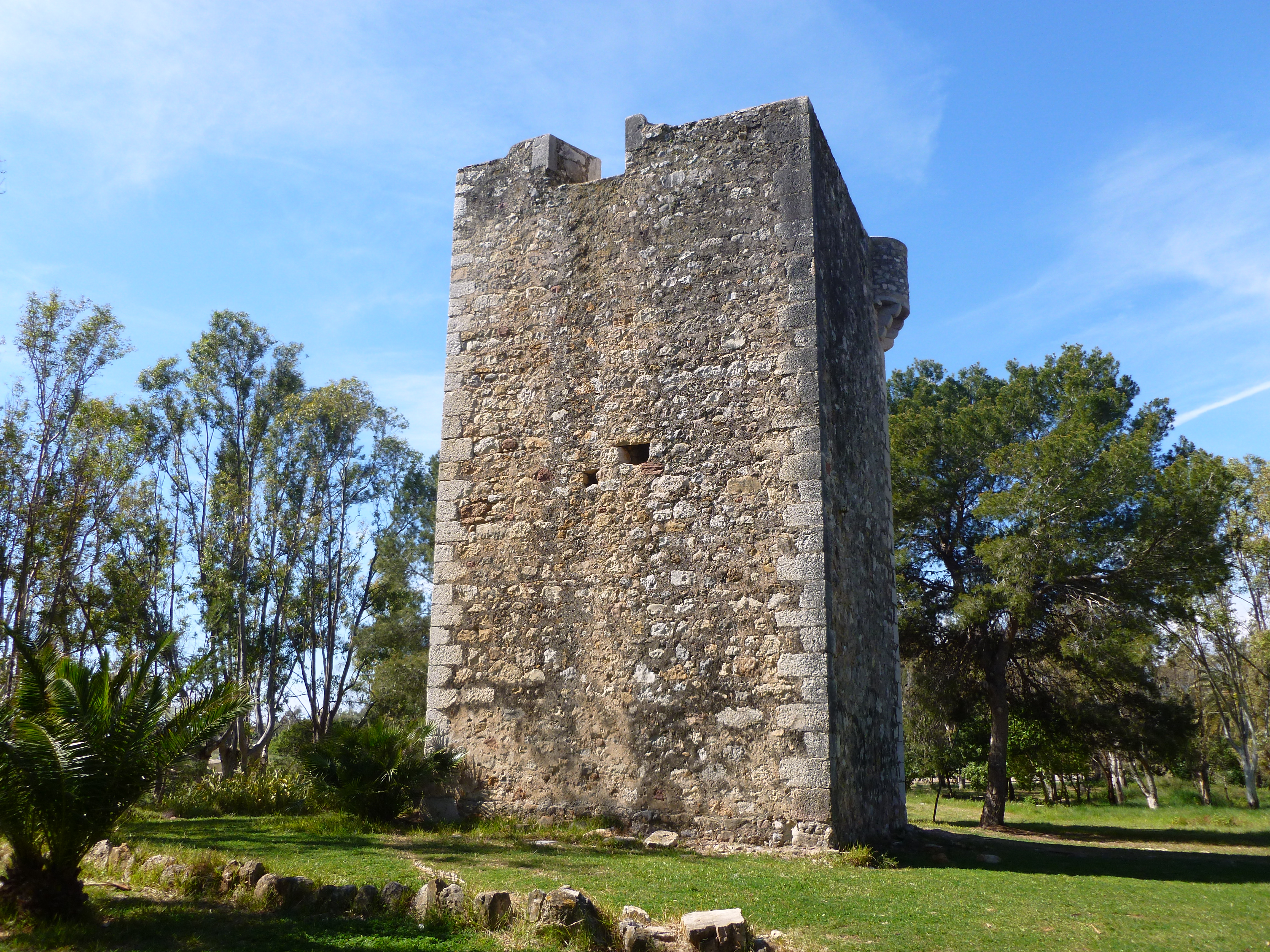
Turm La Sal
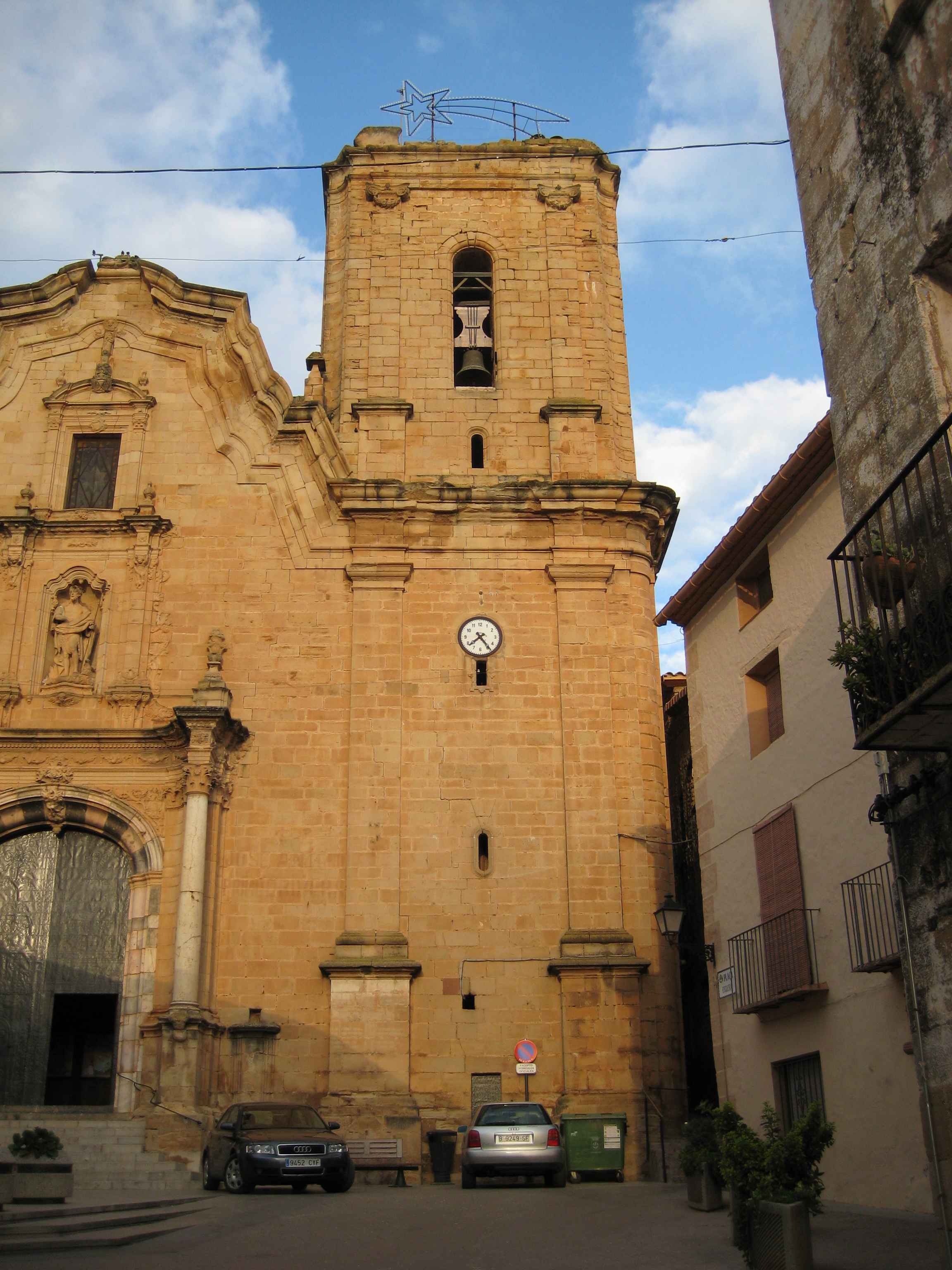
Johannes-der-Täufer-Kirche
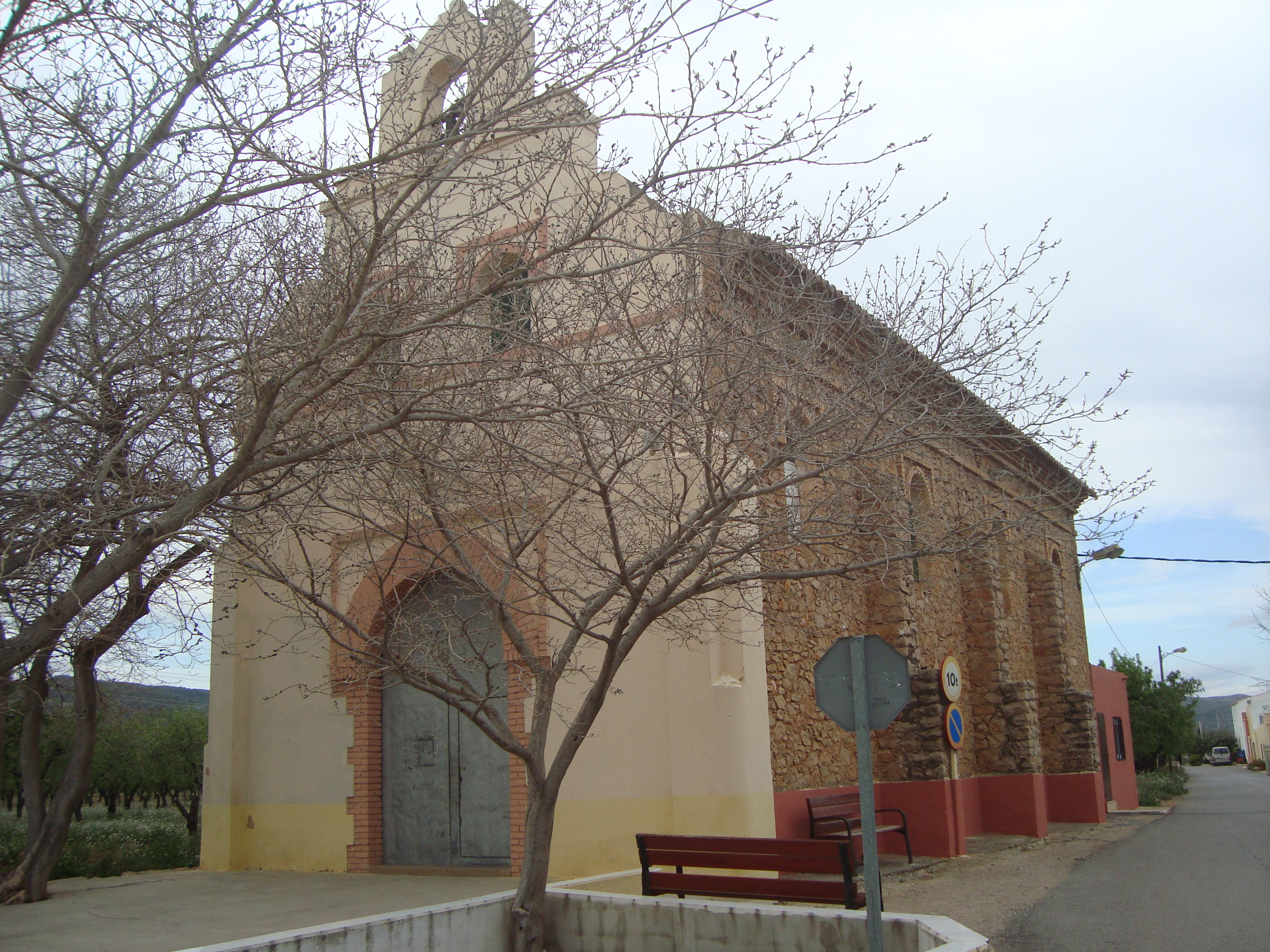
Kirche Mariä Himmelfahrt
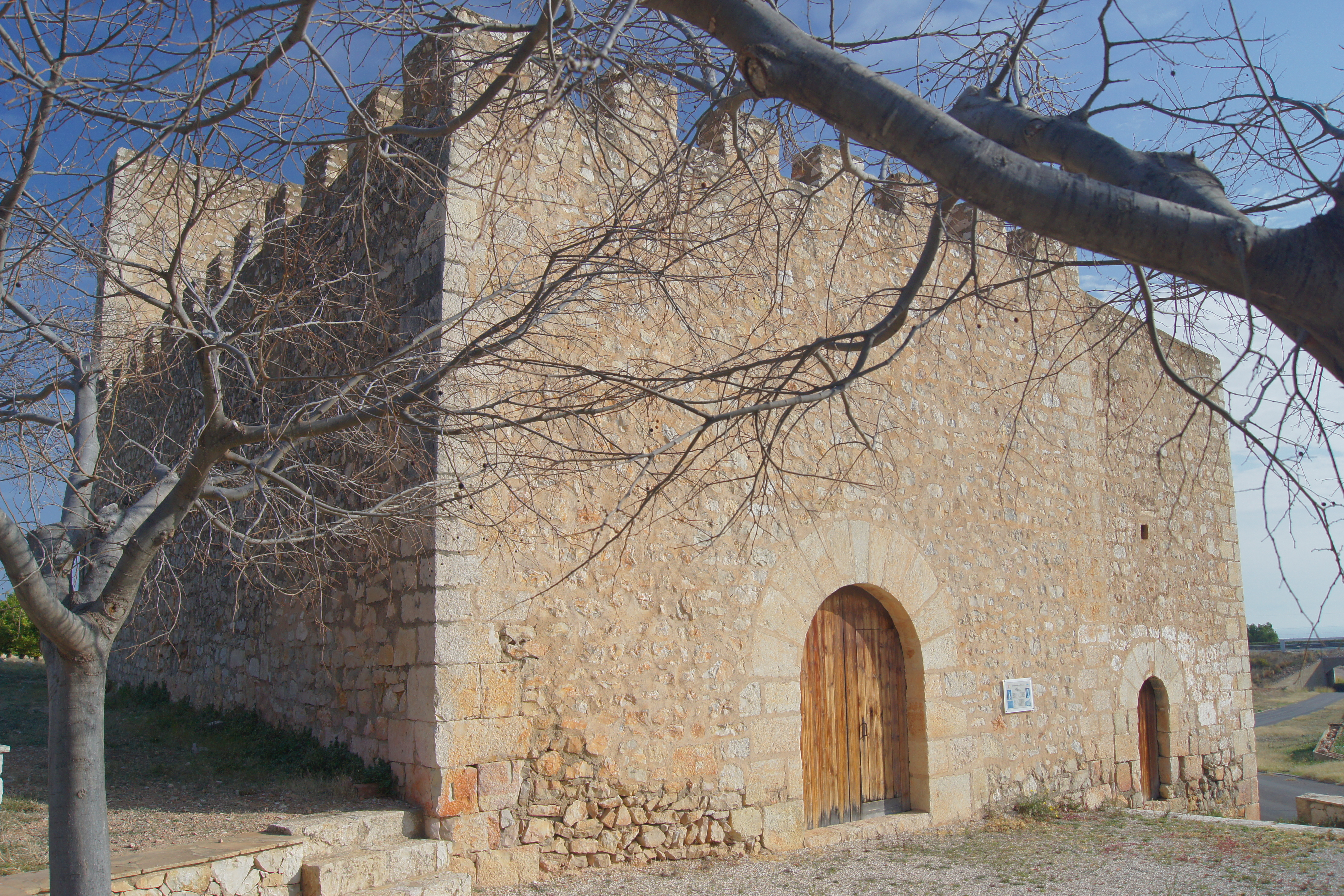
Kapelle von Albalat
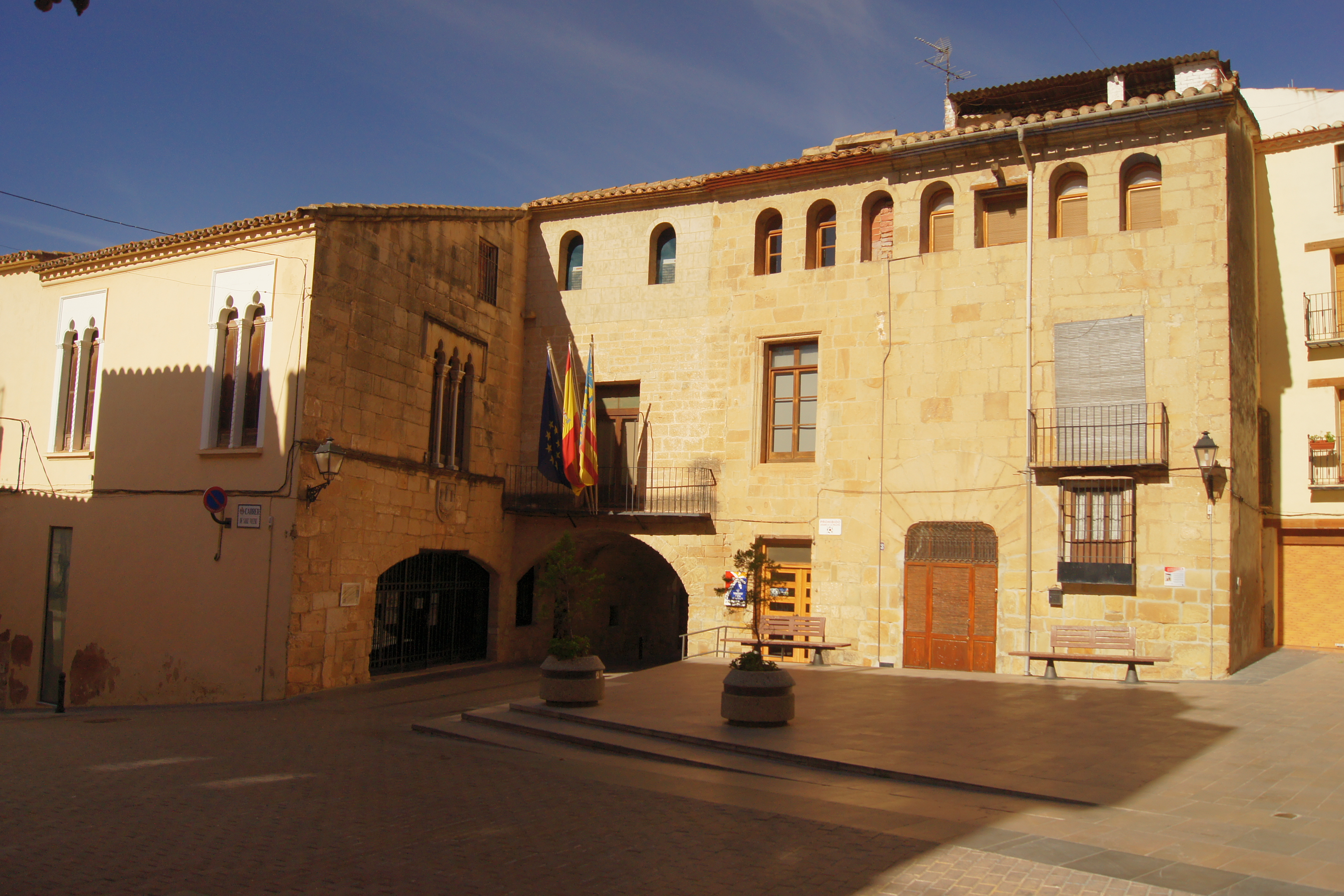
Rathaus

## Persönlichkeiten
- Victor Agramunt (* 1938), (Synchron-)Schauspieler und Regisseur